# Ferrari 312 T5

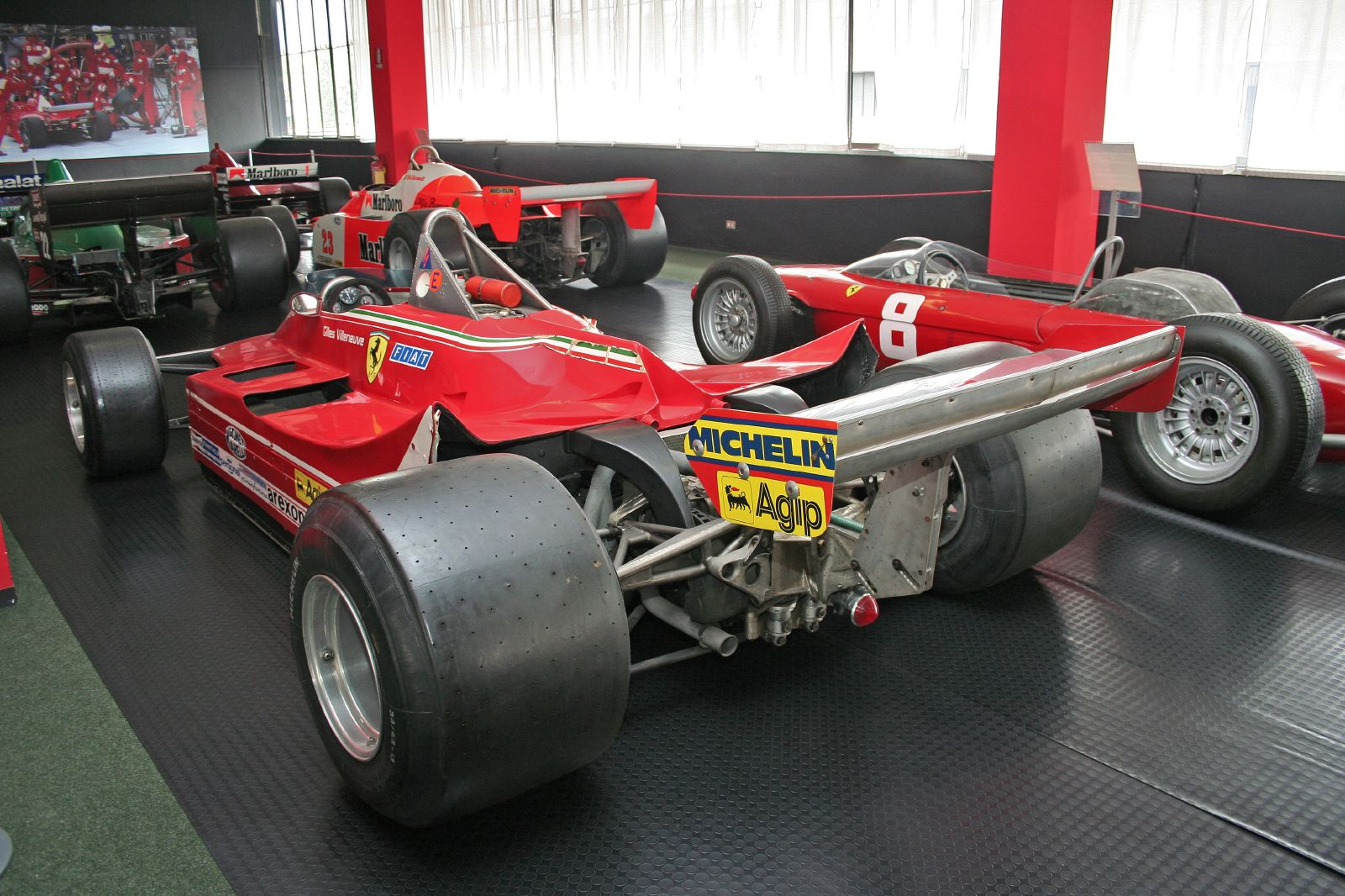
Ferrari 312 T5

De Ferrari 312 T5 was een Formule 1-auto van Ferrari. Het was de 26ste eenzitter van Ferrari waarmee ze deelnamen aan het Formule 1-seizoen in 1980. In het constructeursklassement werd Ferrari tiende, voor Alfa Romeo. De constructeurstitel was voor Williams.
De bolide was een doorontwikkeling van de 1979 Ferrari 312 T4, waarmee Ferrari in 1979 het rijders en constructeurs kampioenschap mee had gewonnen. Jody Scheckter werd toen wereldkampioen. Vicewereldkampioen werd zijn teamgenoot Gilles Villeneuve.
Er werd verwacht dat met de Ferrari 312 T5 opnieuw het veld zou worden afgedroogd; het liep echter anders. De concurrentie had veel grotere stappen ondernomen in de winter. Ferrari was van de top, weggezakt naar het middenveld. Ook was de 312 T5 erg onbetrouwbaar en dat kostte Gilles Villeneuve tijdens de Grand Prix van Brazilië een podium. Villeneuve vertrok vanaf de derde positie, pakte meteen de leiding, maar reed niet weg. Na een rondje werd hij ingehaald en viel terug naar de tweede positie; na 31 rondjes moest Villeneuve opgeven toen zijn gaspedaal defect was.
De teamgenoot van Gilles Villeneuve was ook in 1980 Jody Scheckter, die een nog zwaarder jaar had dan Gilles Villeneuve. Zijn beste race was de Grand Prix van Amerika, die dat seizoen werd gereden in Long Beach. Hij werd daar vijfde. Dat waren ook zijn enige punten dat seizoen; een vijfde plaats was in die tijd twee punten waard. Gilles Villeneuve deed het ook niet veel beter, maar scoorde toch 6 punten meer dan Scheckter. Villeneuve werd zesde tijdens de Grand Prix van België, die in 1980 werd gereden op het circuit van Zolder, waar Villeneuve 2 jaar later zou verongelukken. Hij werd de race daarop, de Grand Prix van Monaco, vijfde ; tijdens de Grand Prix van Duitsland werd Villeneuve zesde, zijn laatste zesde plaats, want tijdens zijn thuisrace in Montréal, waar de Grand Prix van Canada werd gehouden, kwam Gilles als zesde over de streep. Villeneuve werd veertiende in het wereldkampioenschap met 6 punten; Jody Scheckter werd negentiende met twee punten, voor de Mexicaan Héctor Rebaque en de Amerikaan Mario Andretti, die allebei maar één punt behaalden dat jaar. Het wereldkampioenschap werd gewonnen door Williams-coureur Alan Jones.